# 天皇杯・皇后杯全日本バレーボール選手権大会
天皇杯・皇后杯 JVA 全日本バレーボール選手権大会（てんのうはい・こうごうはいぜんにほん―せんしゅけんたいかい）は、2007年に新設された日本のバレーボール大会である。

## 概要
優勝チームに与えられる賜杯である「天皇杯」及び「皇后杯」は、1950年（昭和25年）5月20日、日本バレーボール協会に下賜され、同年から全日本総合選手権大会（9人制）、1962年（昭和37年）から全日本総合選手権大会（6人制）、1980年（昭和55年）から日本リーグ（1994年（平成6年）からVリーグ）、1996年（平成8年）からは天皇杯・皇后杯黒鷲旗全日本バレーボール選手権大会にて授与されてきた。
2007年（平成19年）、この大会をサッカーやバスケットボールの「天皇杯大会」、「皇后杯大会」と同様のオープントーナメントとして新設。日本協会に登録する中学生以上のバレーボールチーム（ビーチバレー、ソフトバレーを含む）を対象に、6人制で日本一を競う大会となった。
またこれに伴い、それまで賜杯が授与されてきた大会は、同年から「黒鷲旗全日本男女選抜バレーボール大会」に変更された。

## スポンサー
- 主催：公益財団法人日本バレーボール協会
- 後援：スポーツ庁・日本放送協会他

2009年度までは日本テレビ放送網が後援しており、日テレG+で中継放送された（年度によりBS日テレも。地上波の放送はない）が、2010年度から日本放送協会（NHK）が後援することになり、NHK BSで中継放送される。

## 大会の流れ
都道府県予選
各都道府県にてブロックラウンドに進出する代表1チームを決定。
ブロックラウンド
全国を9ブロックに分けて行う。都道府県代表に加え、V.LEAGUE DIVISION2、DIVISION3、カテゴリー別（クラブ・実業団・大学・高校）ブロック大会優勝、予選免除チーム（ブロック内最大4チーム）が参加。全ブロック計16チームがファイナルラウンドに進出。
ファイナルラウンド
ブロックラウンドを勝ち抜いた16チームにV.LEAGUE DIVISION1のチームを加えて行うノックアウトトーナメント。
賞金
また決勝戦優勝チームには1000万円、準優勝にも400万円が報奨金として贈呈される。

### 過去の流れ
- 第1回（平成19年度大会、2007-08シーズン）は準決勝と決勝をファイナルラウンドと呼び、それ以前をセミファイナルラウンド（1～3回戦）と呼んだが、平成20年度大会（2008-09シーズン）は川崎市とどろきアリーナで開催の試合のうち男女各ベスト16以降をファイナルラウンド（1～2回戦、準決勝、決勝）と呼んだ。
- 第1回以降当面は、ファイナル（セミファイナル）出場チームを24チームに固定。ブロックラウンドからの勝ち抜けはV・プレミアリーグ所属チーム数によって決まり、第1回と第2回は男子が16、女子が14となっていたが、第3回（平成21年度大会、2009-10シーズン）は男女ともV・プレミアリーグ所属チームが8チームずつとなったため、ブロックラウンドからの勝ち抜けは16チームずつと変更。
- 第4回（平成22年度大会、2010-11シーズン）は決勝大会が国立代々木競技場で行うことになり、日本放送協会の後援を取り付けた。NHKではBS1にて決勝戦のみ生中継した。
- 2018年、新生V.LEAGUEが誕生し男女とも1部リーグ(DIVISION1)のチーム数が変動したが、ファイナルラウンドより出場となるチームは、前年度成績で1部リーグ上位8チームまでとし、9位以下はブロックラウンドから出場とした（ファイナルラウンドのチーム数、ブロックラウンドからの勝ち抜けチーム数を固定）。
- 第15回（令和3年度大会、2021-22シーズン）より、V.LEAGUE DIVISION1の全チームをファイナルラウンドからの出場とした。ブロックラウンドから勝ち抜けチーム数は16のままとするため、ファイナルラウンド出場チーム数は男子が26、女子が28にそれぞれ増えた。

## 試合の方式
- 当該年度公益財団法人日本バレーボール協会6人制バレーボール競技規則を適用。
- ファイナルラウンドは、1回戦を3セットマッチ（2021年度より）、2回戦以降を5セットマッチとするトーナメントを行う。なお全国大会準決勝敗退チームによる3位決定戦は行わない。
- 使用球はミカサ、または、モルテンが製作した日本バレーボール協会国内公式戦使用球を使用する。

## ファイナルラウンドの日程
原則として12月に開催される。平成時代は、天皇誕生日が12月23日だったため、決勝が天皇誕生日、またはそれに近い日に開催された。
- 初日：1回戦
- 2日目：2回戦
- 3日目：準々決勝
- 4日目：準決勝
- 5日目：決勝

※初日の開会式は実施しないが、決勝戦終了後表彰・閉会式を開催する
また準決勝と決勝はセンターコート方式、それ以外は国立代々木競技場第1体育館を使う場合はアリーナ上に3面のコートをしつらえて開催する他、一部の試合は第2体育館にもコートを敷設して開催する。（第1体育館は最大3面しかコートが取れないため。第2体育館は1面のみ取れる）東京体育館で行う年はメインアリーナに4面のコートをしつらえる。

## 歴代優勝/準優勝チーム
| 回 | 年度   | 男子                                   | 男子                                   | 女子                                   | 女子                                   | 決勝戦会場                   |
| 回 | 年度   | 優勝                                   | 準優勝                                 | 優勝                                   | 準優勝                                 | 決勝戦会場                   |
| -- | ------ | -------------------------------------- | -------------------------------------- | -------------------------------------- | -------------------------------------- | ---------------------------- |
| 1  | 2007年 | JTサンダーズ                           | 堺ブレイザーズ                         | 東レアローズ                           | 久光製薬スプリングス                   | 川崎市とどろきアリーナ       |
| 2  | 2008年 | 東レアローズ                           | パナソニックパンサーズ                 | トヨタ車体クインシーズ                 | パイオニアレッドウィングス             | 川崎市とどろきアリーナ       |
| 3  | 2009年 | パナソニックパンサーズ                 | JTサンダーズ                           | 久光製薬スプリングス                   | デンソーエアリービーズ                 | 東京体育館                   |
| 4  | 2010年 | サントリーサンバーズ                   | JTサンダーズ                           | デンソーエアリービーズ                 | 東レアローズ                           | 国立代々木競技場第一体育館   |
| 5  | 2011年 | パナソニックパンサーズ                 | FC東京                                 | 東レアローズ                           | トヨタ車体クインシーズ                 | 東京体育館                   |
| 6  | 2012年 | パナソニックパンサーズ                 | 東レアローズ                           | 久光製薬スプリングス                   | 東レアローズ                           | 都城市早水体育文化センター   |
| 7  | 2013年 | 東レアローズ                           | ジェイテクトSTINGS                     | 久光製薬スプリングス                   | 岡山シーガルズ                         | 東京体育館                   |
| 8  | 2014年 | JTサンダーズ                           | パナソニックパンサーズ                 | 久光製薬スプリングス                   | 日立リヴァーレ                         | 東京体育館                   |
| 9  | 2015年 | 豊田合成トレフェルサ                   | JTサンダーズ                           | 久光製薬スプリングス                   | NECレッドロケッツ                      | 大田区総合体育館             |
| 10 | 2016年 | 東レアローズ                           | 豊田合成トレフェルサ                   | 久光製薬スプリングス                   | 日立リヴァーレ                         | 大田区総合体育館             |
| 11 | 2017年 | パナソニックパンサーズ                 | 豊田合成トレフェルサ                   | トヨタ車体クインシーズ                 | デンソーエアリービーズ                 | 大田区総合体育館             |
| 12 | 2018年 | JTサンダーズ                           | 東レアローズ                           | 久光製薬スプリングス                   | トヨタ車体クインシーズ                 | 大田区総合体育館             |
| 13 | 2019年 | 新型肺炎感染拡大の影響で中止・打ち切り | 新型肺炎感染拡大の影響で中止・打ち切り | 新型肺炎感染拡大の影響で中止・打ち切り | 新型肺炎感染拡大の影響で中止・打ち切り | 川崎市とどろきアリーナ       |
| 14 | 2020年 | ジェイテクトSTINGS                     | パナソニックパンサーズ                 | JTマーヴェラス                         | 東レアローズ                           | 大田区総合体育館             |
| 15 | 2021年 | ウルフドッグス名古屋                   | 堺ブレイザーズ                         | 久光スプリングス                       | 東レアローズ                           | 高崎アリーナ                 |
| 16 | 2022年 | ジェイテクトSTINGS                     | 東レアローズ                           | NECレッドロケッツ                      | 東レアローズ                           | 東京体育館                   |
| 17 | 2023年 | パナソニックパンサーズ                 | ウルフドッグス名古屋                   | NECレッドロケッツ                      | 久光スプリングス                       | 東京体育館                   |
| 18 | 2024年 | サントリーサンバーズ大阪               | 大阪ブルテオン                         | ヴィクトリーナ姫路                     | SAGA久光スプリングス                   | Asueアリーナ大阪             |
| 19 | 2025年 |                                        |                                        |                                        |                                        | 武蔵野の森総合スポーツプラザ |

## 優勝回数サマリー
| チーム                   | 優勝 | 準優勝 |
| ------------------------ | ---- | ------ |
| 大阪ブルテオン           | 5    | 4      |
| 広島サンダーズ           | 3    | 3      |
| 東レアローズ静岡         | 3    | 3      |
| ウルフドッグス名古屋     | 2    | 3      |
| ジェイテクトSTINGS愛知   | 2    | 1      |
| サントリーサンバーズ大阪 | 2    | 0      |
| 日本製鉄堺ブレイザーズ   | 0    | 2      |
| FC東京                   | 0    | 1      |

| チーム                     | 優勝 | 準優勝 |
| -------------------------- | ---- | ------ |
| SAGA久光スプリングス       | 8    | 3      |
| 東レアローズ滋賀           | 2    | 5      |
| クインシーズ刈谷           | 2    | 2      |
| NECレッドロケッツ川崎      | 2    | 1      |
| デンソーエアリービーズ     | 1    | 2      |
| 大阪マーヴェラス           | 1    | 0      |
| ヴィクトリーナ姫路         | 1    | 0      |
| Astemoリヴァーレ茨城       | 0    | 2      |
| パイオニアレッドウィングス | 0    | 1      |
| 岡山シーガルズ             | 0    | 1      |